# Поповське (Міжріченський район)
Попо́вське (рос. Поповское) — присілок у складі Міжріченського району Вологодської області, Росія. Входить до складу Сухонського сільського поселення.

## Населення
Населення — 57 осіб (2010; 47 у 2002).
Національний склад (станом на 2002 рік):
- росіяни — 98 %